# Provincia de Ragusa
Ragusa (en italiano Provincia di Ragusa) fue una provincia de la región de Sicilia, en Italia. Dejó de existir en 2015 y fue reemplazada por el Libre consorcio municipal de Ragusa. Su capital era la ciudad de Ragusa.
Tenía un área de 1614 km² y una población total de 295.246 habitantes (2001).

## Economía
Parte de la provincia de Ragusa ha cambiado dramáticamente en los últimos 20 años, debido fundamentalmente al turismo. A pesar de todo, sigue habiendo lugares que no han cambiado en los dos últimos siglos, y todavía se puede percibir en ellos la atmósfera del siglo XVIII. La actividad industrial se concentra en las localidades de Ragusa y de Pozzallo. En el sureste, la actividad predominante es la agricultura intensiva, y sus vegetales son exportados a los mercados de toda Europa. La producción pecuaria de la región de Módica y Ragusa es la mayor de la región. El turismo ha remplazado a la pesca como mayor fuente de ingresos en la costa.

## Municipios
Ragusa estaba compuesta por 12 municipios: Acate, Chiaramonte Gulfi, Comiso, Giarratana, Ispica, Modica, Monterosso Almo, Pozzallo, Ragusa, Santa Croce Camerina, Scicli y Vittoria.